# やんばる国立公園

やんばる国立公園の区域図（公園設立時）。
陸域
海域
北部訓練場

やんばる国立公園（やんばる こくりつこうえん、英称:Yambaru National Park ）は、沖縄県国頭郡国頭村、大宜味村および東村ならびにこれら3村の周辺海域を区域とする国立公園である。
2016年に新規指定された。当公園の国立公園の指定は、日本全国で33番目である。新規の指定としては、2014年の慶良間諸島国立公園以来2年ぶりで、沖縄県内においては3番目の指定となる。

## 指定区域
国頭村、大宜味村、東村を合わせた3村は、以降「やんばる3村」と表記する。
「やんばる（山原）」とは、一般的に沖縄本島の北部地域を指し、「山々が連なり森の広がる地域」を意味する。沖縄海岸国定公園の一部がやんばる国立公園に編入され、指定当初の面積は17,292ha（陸域13,622ha、海域3,670ha）で、やんばるの亜熱帯照葉樹林を中心とした区域となっている。国頭村が陸域の75%を占める。指定当時、米軍基地の北部訓練場は指定域から除外されていたが、米軍施設と隣接する国立公園の誕生は初めてであった。2018年6月29日には、北部訓練場返還地のうち約3,700haが、当公園に編入された。
以下に指定区域内の地名を示す。
- 山岳 - 与那覇岳、辺戸岳、尾西岳、伊部岳、伊湯岳、ネクマチヂ岳、塩屋富士、玉辻山など
- 河川 - 辺野喜川、与那川、慶佐次川、安波川、新川川、平南川など
- 島・岬 - 安田ヶ島、宮城島、辺戸岬など
- その他 - 福上湖（福地ダム）北側[11]、田港御嶽、塩屋湾、茅打バンタ、金剛石林山など

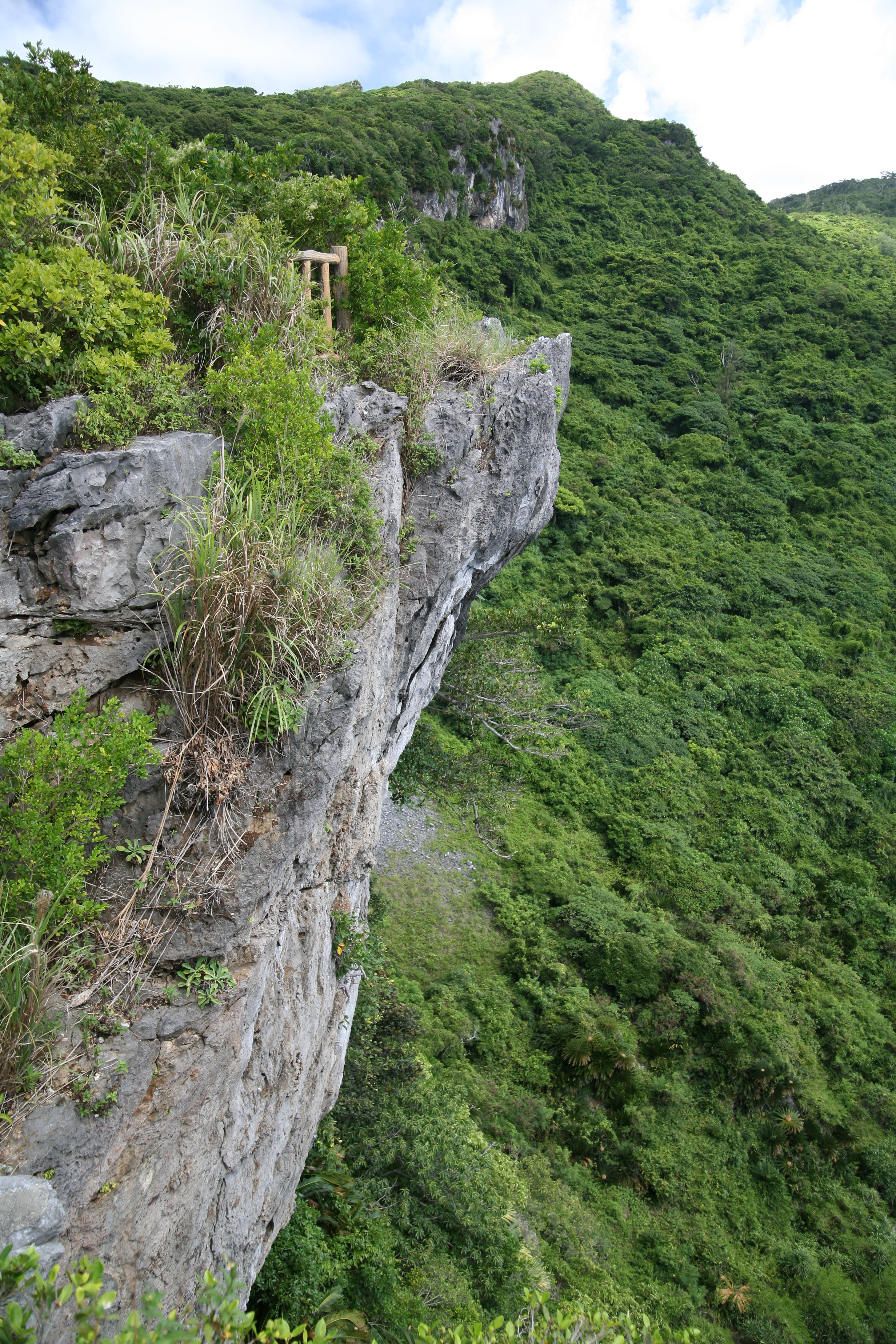
茅打バンタ
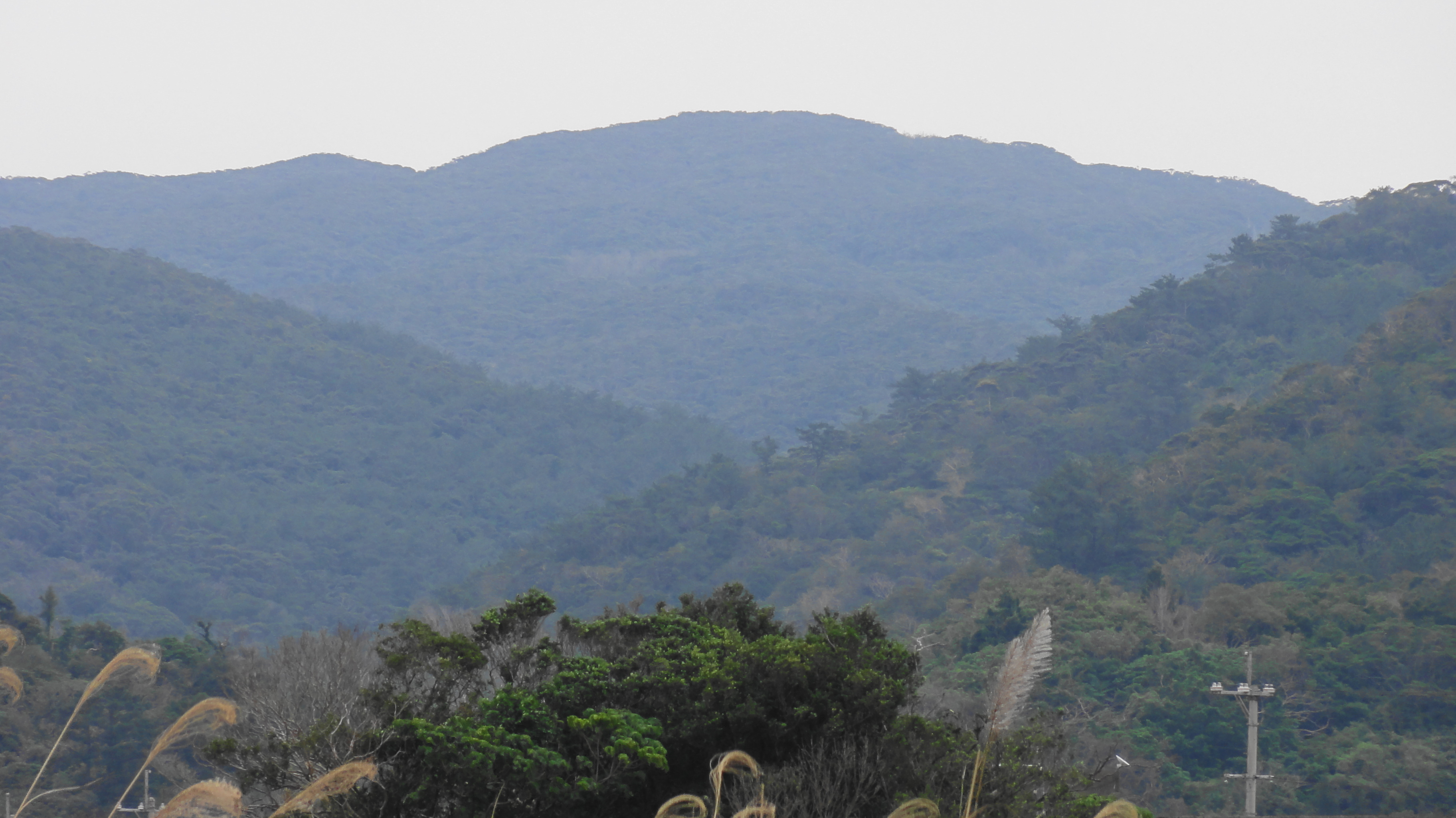
与那覇岳
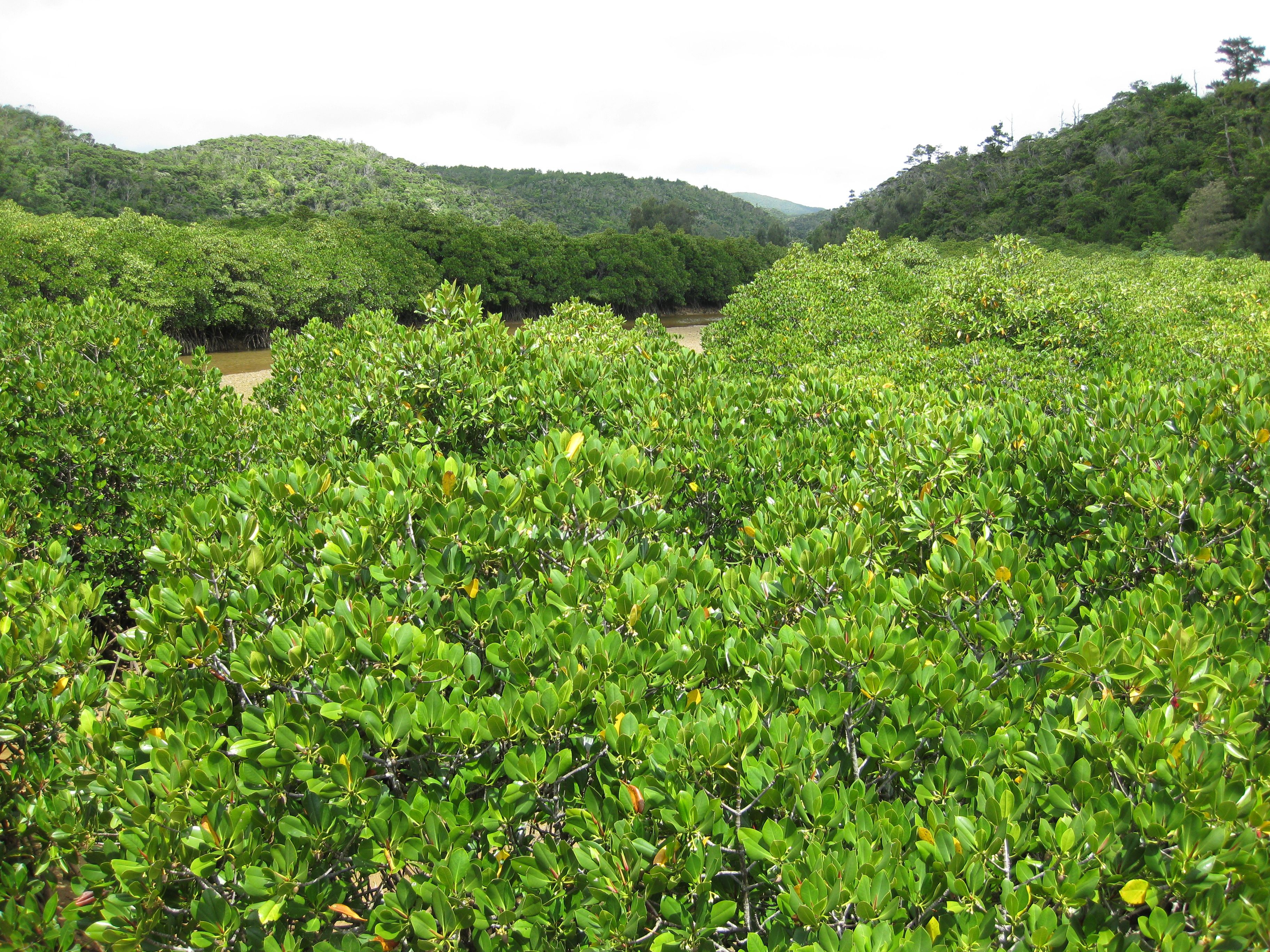
慶佐次湾のヒルギ林
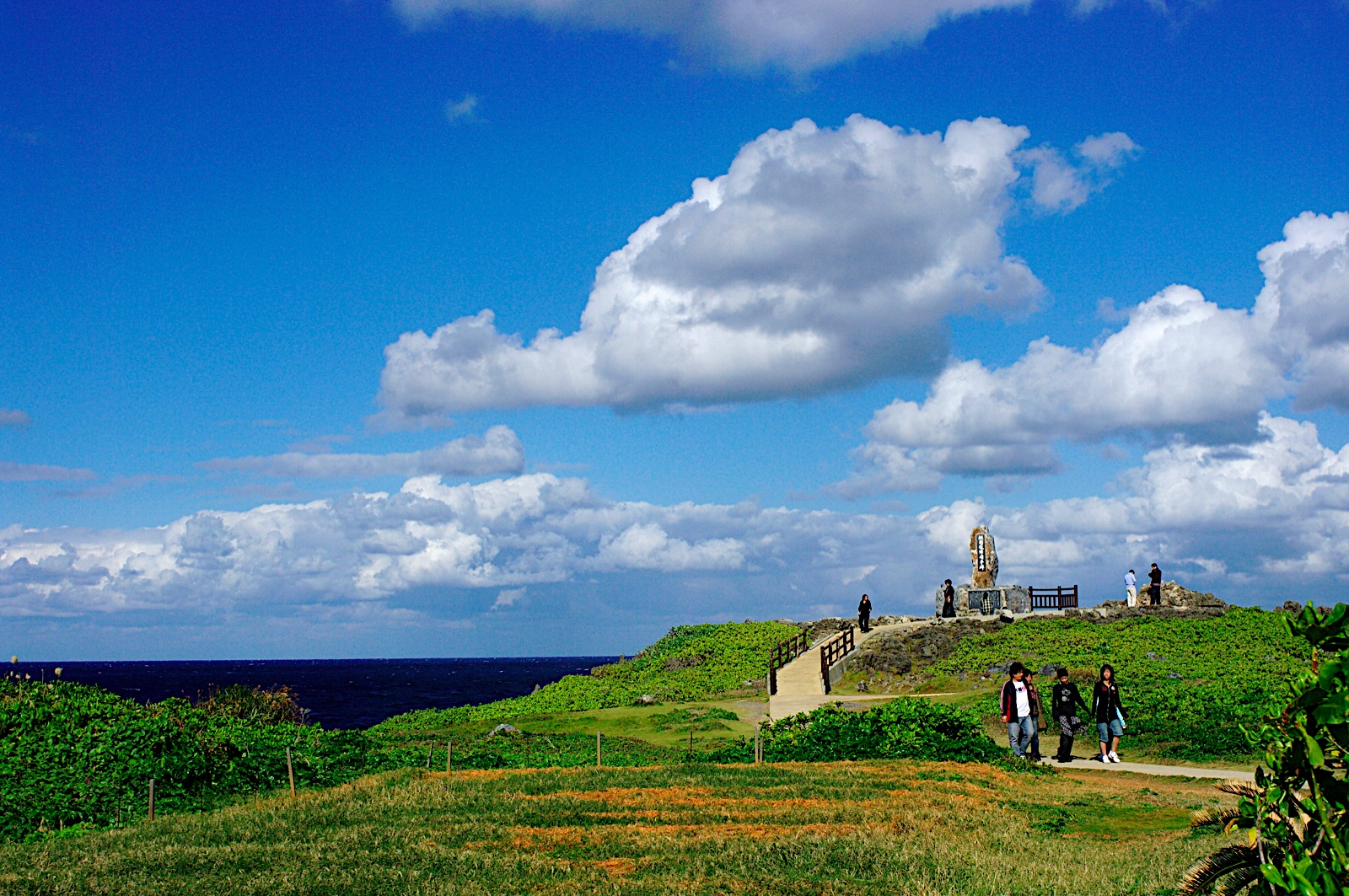
辺戸岬
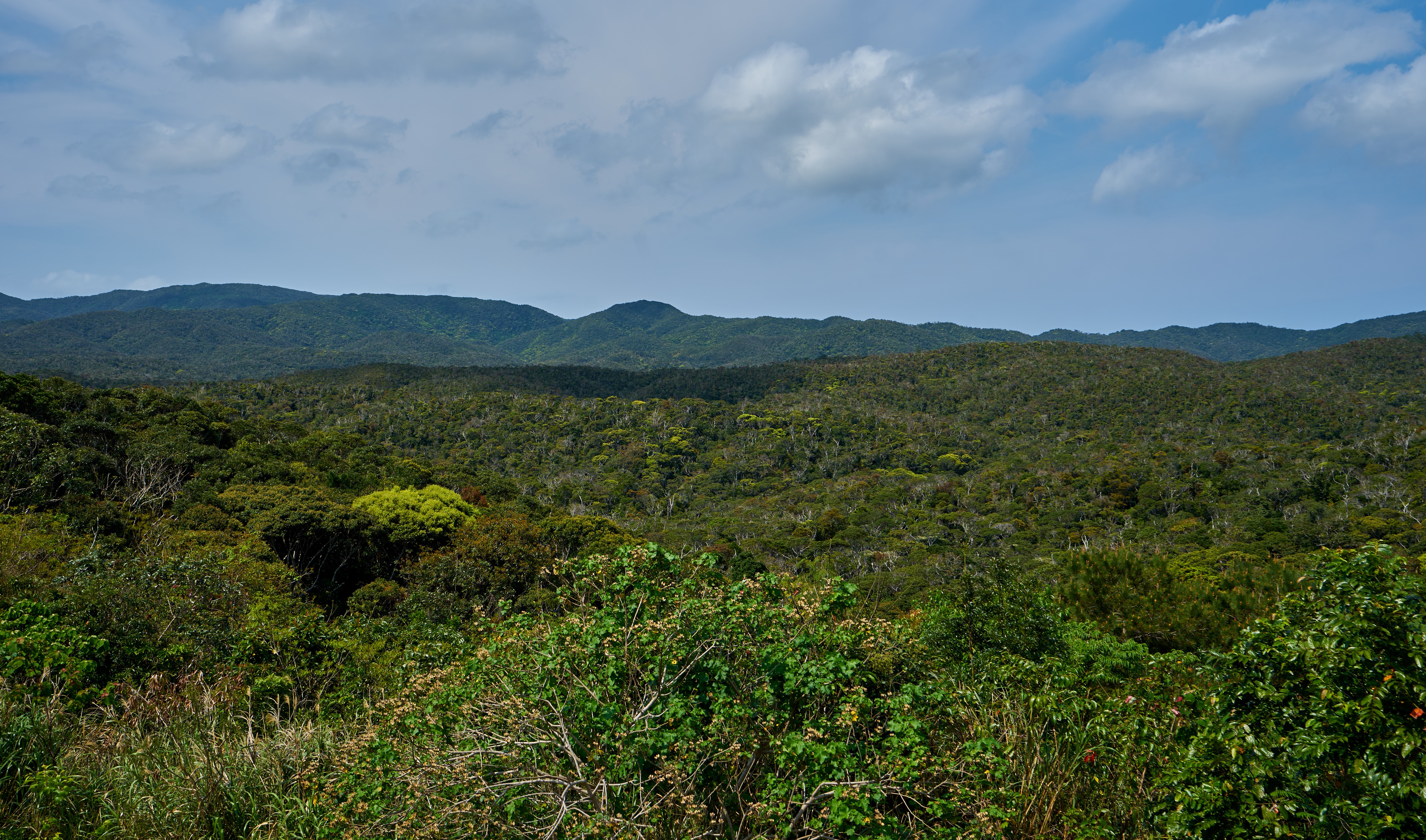
やんばるの亜熱帯林

### 保護規制区域
以下に特別地域と普通地域の指定面積を示した。また環境省は、当公園の指定域の特別保護地区と第1種特別地区（総面積5,217ha）を世界自然遺産「奄美・琉球」の推薦区域として、早くても2018年に登録を目指していた。2016年7月1日に開かれた、NPO法人による討論会で、やんばる国立公園の規制区域の計画案について、特別保護地区の範囲拡大、さらに国と沖縄県、そしてやんばる3村が、やんばるの森を全面的に保護するべきだと述べ、徹底的な調査を求めた。2018年には、世界自然遺産「奄美大島、徳之島、沖縄島北部及び西表島」（2017年に「奄美・琉球」から変更）の登録延期が勧告されたことを受けて、推薦区域の見直しの一環として当公園の指定域が拡張された。
- 特別保護地区 - 3,009 ha
- 第1種特別地域 - 5,001 ha
- 第2種特別地域 - 4,413 ha
- 第3種特別地域 - 3,857 ha
- 普通地域 - 1,031 ha

### 事業計画
（出典）
- 保護施設計画 - 照葉樹林の再生と成熟を促すため、自然再生施設3か所を設置。
- 利用施設計画 - 単独施設（園地、宿舎、野営場、博物展示施設）を23か所、また車道4路線、歩道7路線を指定。

### 事務所

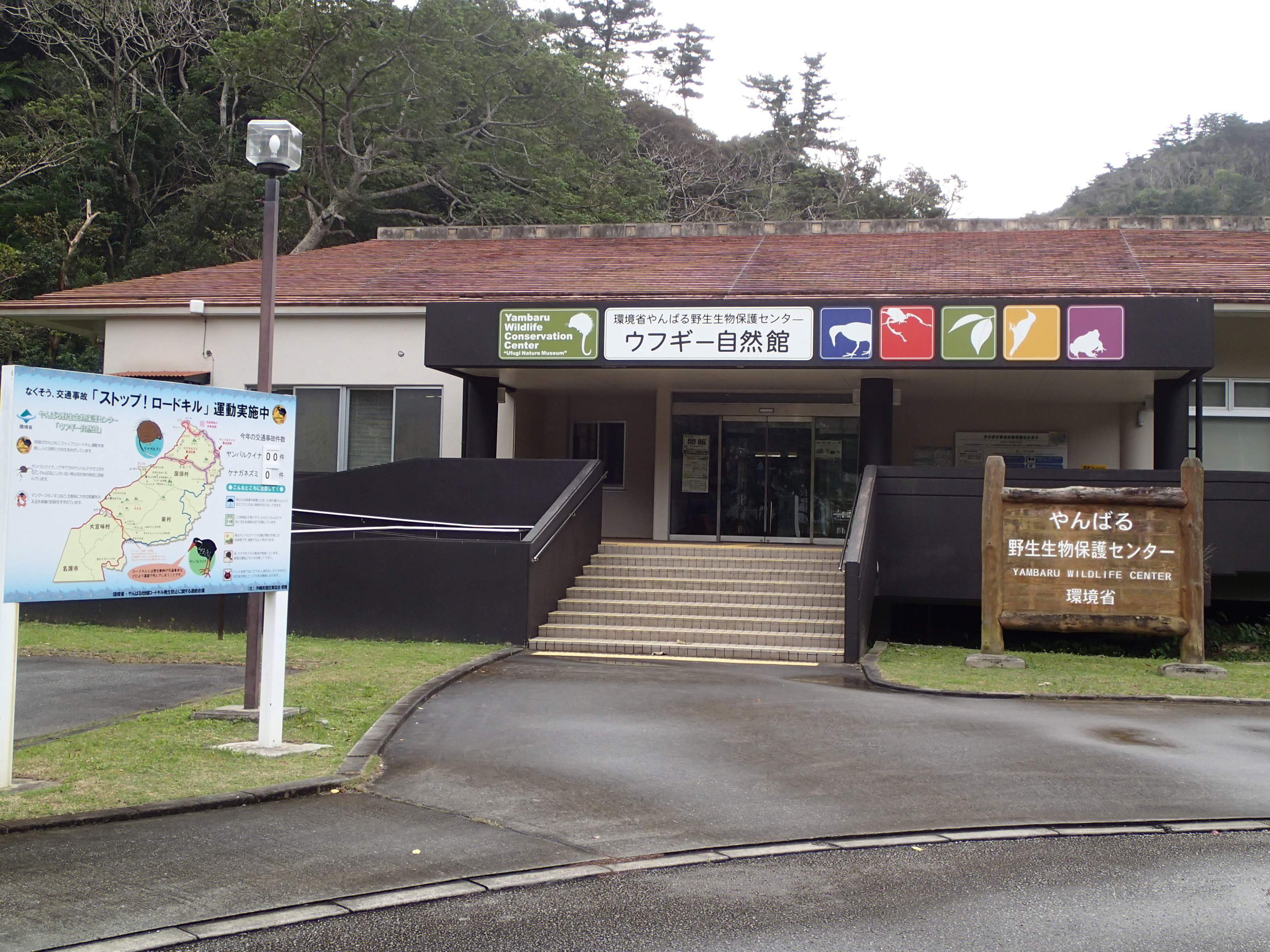
やんばる野生生物保護センター

2017年3月31日現在。自然保護官事務所が置かれているやんばる野生生物保護センターは、1999年4月に開設され、やんばるの希少種または生態系に関する調査研究・保護に関する普及啓発、希少種の増殖事業を行っている。
- 環境事務所 - 那覇自然環境事務所
- 自然保護官事務所 - やんばる自然保護官事務所（やんばる野生生物保護センター内）
  - 所在地 - 沖縄県国頭郡国頭村字比地263-1

## 設立への経緯

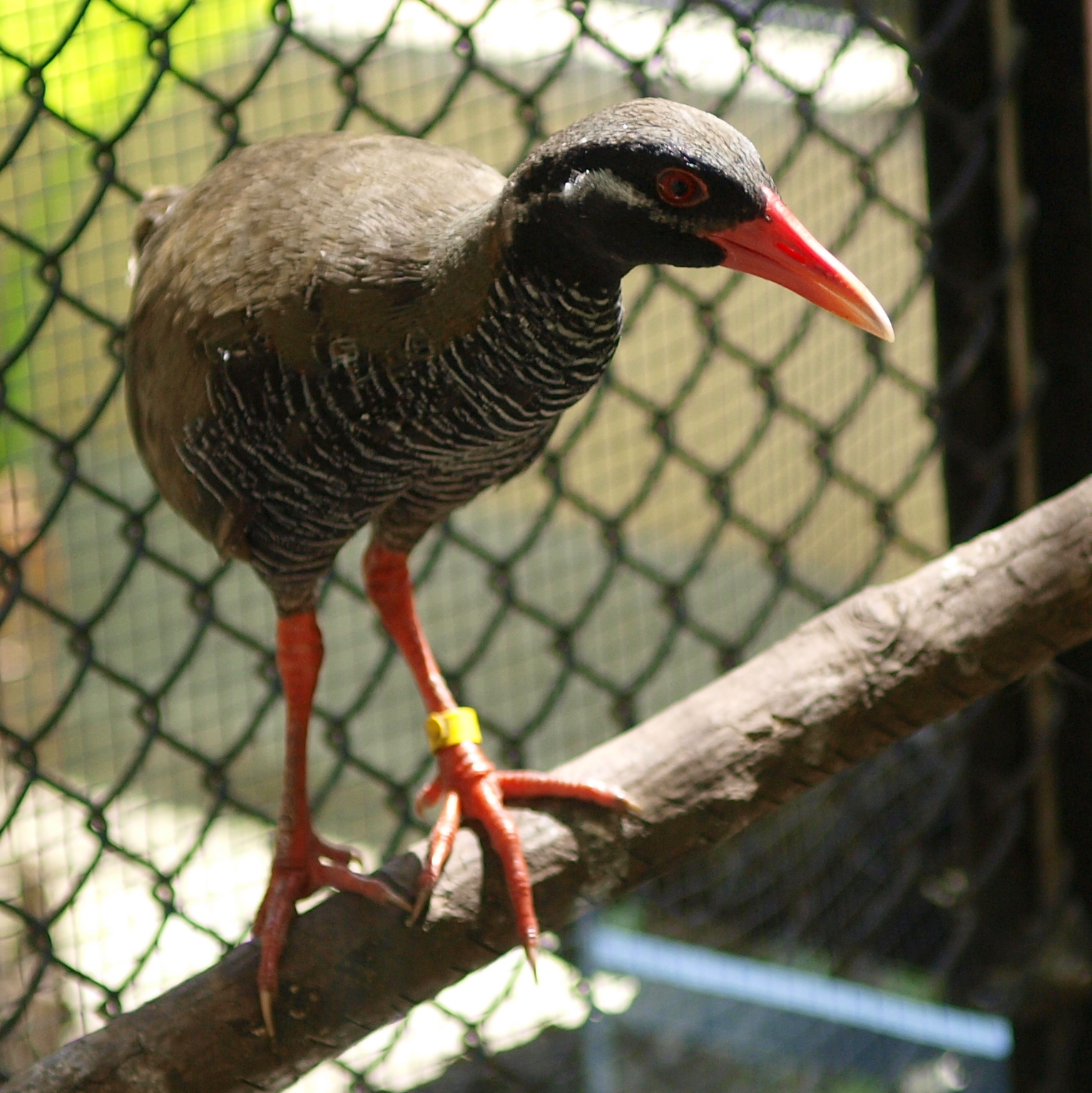
やんばるに生息するヤンバルクイナ。

1996年、自然保護議員連盟の幹事長を務めた岩垂寿喜男が、当時の環境庁長官の就任挨拶で、やんばるの国立公園化構想を発表した。同年4月15日、沖縄に関する特別行動委員会 (SACO) の中間報告に、北部訓練場の半分以上の敷地面積が返還されることが付け加えられた。これを受けて同日、岩垂は中間報告で返還後の北部訓練場の土地利用について、「国立公園を選択肢の一つとして検討したい」と述べ、やんばるの自然環境について詳しく調査する考えを示した。
2007年3月9日、環境省は36年ぶりに国立・国定公園の選定要領の改正に伴い、やんばると奄美群島に群生する照葉樹林地帯を国立公園として指定する方針を決定した。1971年の選定要領は自然公園法に基づき、「優れた自然の風景地」を評価するため改められたが、景観の他に生物多様性などの観点を取り入れ、「照葉樹林」、「里地里山」、「海域」といった評価の対象が要領に盛り込まれた。2010年10月に公表された国立・国定公園総点検事業において、やんばるは陸域から海域にかけて、多様で連続性をもつ生態系を有し、「日本国内で傑出した地域」と評価された。
2010年に公表された生物多様性国家戦略において、生態系のつながりを考慮した自然公園の指定・拡大を図り、またエコツアーの増加による対策として自然環境を保護する目的で、環境省は国立・国定公園の指定状況の見直しを行い、新たな公園の創設と区域拡張すべき既存公園を選定した。2010年10月4日、同省により国立公園の新規指定候補地5か所のうち、やんばる地域が選出された。その理由として、ヤンバルクイナやノグチゲラなどの固有種と、その他の絶滅の恐れがある動植物が集中的に分布していることが挙げられる。
2016年2月1日発行の琉球新報の記事にて、国頭村村長の宮城久和は、やんばるの国立公園の指定を目指し、地権者と協議を進めていると述べた。沖縄県は2015年6月に環境省から照会を受けて、同年9月にはやんばるの国立公園化に向けた協議で意見調整が行われ、2016年2月26日に国立公園化に同意した。その翌日の2月27日に、環境省はやんばるに「やんばる国立公園（当時は仮称）」を設立する方針を決定した。国立公園の指定、さらに世界自然遺産「奄美・琉球」の登録に向けて、土地開発や農業・林業に対する規制について、合意が進んだ。2016年6月20日、中央環境審議会からの答申を受けて、環境省は「やんばる国立公園」の指定を決定した。
2016年9月9日、山本公一環境大臣は同年9月15日に、沖縄本島北部地域を「やんばる国立公園」として指定すると、閣議後の会見で発表した。指定日は地元自治体の要望により、ヤンバルテナガコガネが発見された1983年9月15日にちなんで決定された。また環境省は、指定日の9月15日に官報において告示すると発表した。そして9月15日に、「やんばる国立公園」は官報に告示され、正式に指定された。
年表
- 1996年4月15日 - 当時の環境庁長官は、返還される北部訓練場の跡地利用の候補として国立公園化に言及。
- 2007年3月9日 - 国立・国定公園の選定要領を改正し、やんばるを国立公園として指定する方針を決定。
- 2010年10月4日 - 国立公園の新規指定候補の一つとして、やんばる地域を選定。
- 2016年2月27日 - やんばるに「やんばる国立公園（当時は仮称）」を設立する方針を決定。
- 2016年6月20日 - 中央環境審議会の答申を受け、「やんばる国立公園」の指定を決定。
- 2016年9月15日 - 「やんばる国立公園」の指定。

## 国立公園の指定に関する取り組み
2016年4月19日、キリンビールが、環境省とやんばる3村と連携した「キリン一番搾り生ビール やんばる国立公園指定応援デザイン缶」を発売すると、沖縄県庁舎で行われた記者会見で発表し、売り上げの一部でやんばるで行われている密猟パトロール用の制服を製作し、それを寄贈するとしている。また同年10月20日、オリオンビールは国立公園の指定を記念した「オリオンドラフト記念デザイン缶」を販売すると発表し、1本の売り上げごとに1円をやんばる3村の環境保全活動の資金として寄付するとしている。
指定日の2016年9月15日に、国立公園の指定を祝して、やんばる3村の各村庁舎で懸垂幕が掲げられた。また、やんばる3村の村長らは、国頭村のやんばる野生生物保護センターで、記者会見を行った。国頭村は同日、与那覇岳の第2種特別地域で自然観察会を行い、同村に通う小学生らが与那覇岳の登山道を歩いた。
2016年10月7日、環境省は同省のウェブサイト上に、やんばる国立公園を紹介するウェブページ（当該リンク）を公開し、やんばるの動植物や文化のほかに、那覇空港からのアクセス方法も掲載している。

## 今後の課題

### 環境保護と地域開発の両立
やんばるの国立公園化により、当地域の自然保護が強化される。しかし、やんばるに生息する動植物が密猟・過剰採取の被害に遭う実態が報告され、地元住民は定期的に林道を巡回している。理学博士の屋富祖昌子は「国立公園化で、観光客がやんばるの動植物を研究や教育目的以外でむやみに乱獲されるのではないか」とし、環境省のやんばる野生生物保護センターは国立公園化に伴い、外部から人が増えることを予想し、「警察や周辺住民らと連携して密猟の抑止に努める」と述べた。また、2001年には、ペットとして飼われたネコが遺棄されて、その後野生化したノネコによるヤンバルクイナの捕食が発覚すると、その被害を抑えるために、2003年に環境省と周辺自治体でネコの適正な飼育を推進した。しかし、その後の2013年頃にノイヌが増加し、既にやんばるの生態系に影響を及ぼしていると思われ、新たな対策が求められている。
当公園のテーマ「亜熱帯の森やんばる - 多様な生命（いのち）を育む山と人々の営み」とあるように、やんばるの森は地元住民の生活と関わりがある。やんばるは、沖縄県内で林業が盛んな地域で、かつて首里・那覇や本島中南部に薪材や材木・竹、砂糖樽の板などを供給していた。特に国頭村は沖縄県最大の木材産出地で、2016年現在でも県内唯一の木材拠点産地に指定されるなど、雇用面でも林業は重要な産業となっている。当公園の指定区域内のうち、特別保護地区と特別地域での木材の伐採などが制限され、沖縄県は林業への悪影響を及ぼすことは明らかであると述べた。また、世界遺産に登録されれば、豊かな生物多様性のみを取り上げられ、人々にやんばるの森が手付かずの原生林だと誤認され、規制条件を満たした合法的な収穫伐採でも批判される可能性があると懸念している。やんばるで農林業を営む人々の中には、当公園の区域内で従事し、国頭村で林業を営む住民の一人は、この公園化で林業への恩恵は感じられず、伐採規制の強化のみで行う環境保全に疑問を呈している。沖縄県農林水産部森林管理課は、2015年からやんばる3村で「やんばる型森林ツーリズム推進体制構築事業」を展開している。やんばるの主産業である林業と自然体験活動の組み合わせによる、森林の活用と環境保全を目指している。それを実現するためには、やんばる3村主導で事業を取り組み、自らが意見の合意形成を図り、さらに林業と関連する団体と連携する必要があるとしている。
やんばる3村の各村長らは、やんばる国立公園の指定を受け、観光産業の発展に期待しているが、宿泊施設の増設、交通の整備、ごみの処理などの観光客を受け入れる体制が万全に整っていない。また地元住民の中には、観光客の増加による環境負荷を懸念し、それを防ぐために人数制限を設ける必要があるとし、観光客やそれらを受け入れる自治体にも、生物多様性の豊かさを評価されて国立公園化された意味を理解するべきだと述べた。やんばる自然保護官事務所は、自然保護に対する意識向上や、観光と地域振興の活性化に期待し、地元と共にやんばるの将来について考えたいと述べた。

### 世界遺産登録に向けて
環境省は、早くても2018年夏にやんばる国立公園の指定域のうち、特別保護地区と第1種特別地区を、世界自然遺産「奄美・琉球」として登録を目指していた。世界遺産の登録には、国立公園化により、指定区域内における厳正な自然環境の保全が要求され、土地開発の規制や希少な動植物の保護が強化される。2016年9月9日の閣議後会見で山本公一環境大臣は、「なるべく早く世界遺産登録を目指す」と述べた。また沖縄県は、世界遺産の登録でやんばるの自然環境に触れる機会を作り出し、自然環境の保全の重要性を伝えていく必要があると述べた。やんばる自然保護官事務所の自然保護官の一人は、やんばるの国立公園化や世界遺産登録を目的で終わらすのではなく、将来にわたってどのような持続可能な利活用を行っていくか考えるべきだと述べた。
やんばる国立公園に隣接する北部訓練場の存在が、世界遺産登録の妨げになるのではないかとの指摘がある。IUCN日本委員会を務めた吉田正人は、沖縄タイムスの取材で、過去に登録された日本の世界自然遺産の中で、やんばるに生息する固有種の完全保護性と自然環境の保全が十分なのか判断するのが最も難しいとし、北部訓練場内の動植物の生息状況や米軍による訓練の影響の有無を、日本政府が管轄外という理由で説明できなければ、世界遺産登録は難しいと述べた。
2018年5月、IUCNは、同地域の登録延期を勧告。北部訓練場返還地での資産の分断等の点で要件に合致しないと評価とされた。この勧告を受けて、日本政府はいったん推薦を取り下げて再度登録を目指す方針を固め、同年6月29日に推薦区域の見直しの一環として北部訓練場返還地のうち約3,700haを当公園に編入し指定域を拡張した。

### 北部訓練場について

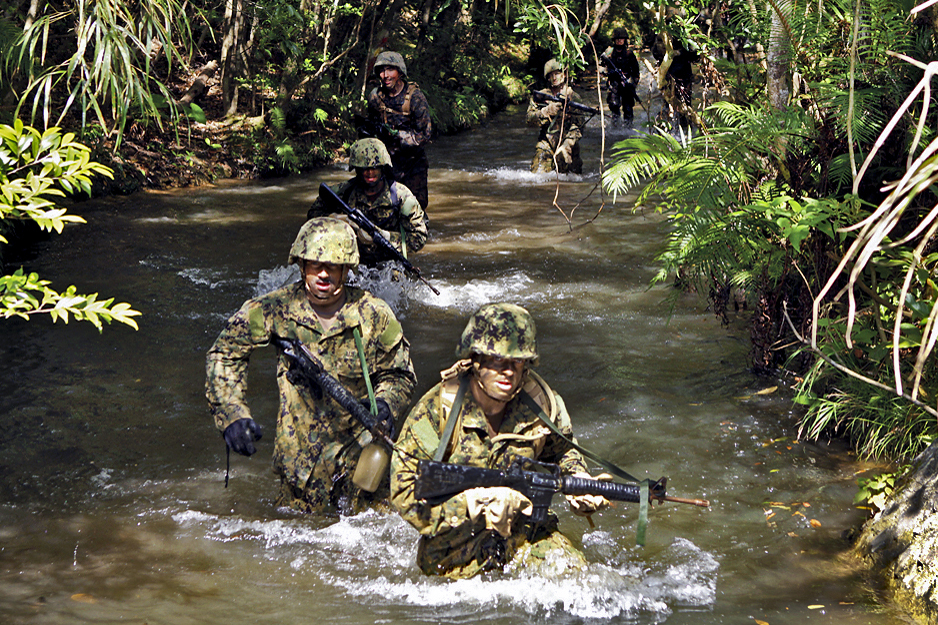
北部訓練場内の小川で訓練するアメリカ軍の兵士ら。

1996年12月2日、日米特別行動委員会 (SACO) は最終報告で、やんばる国立公園の指定域に隣接する北部訓練場の敷地面積の約53%の3,987ヘクタールを返還することに合意した。やんばる国立公園が指定された2016年9月15日に開かれた会見で、国頭村村長の宮城久和は北部訓練場が国立公園と隣接している状況に好ましくないと述べた一方で、東村村長の伊集盛久は、北部訓練場の一部返還後は国立公園に編入されることに期待している。同年11月15日付に沖縄防衛局へ提出した、沖縄県知事の翁長雄志による「北部訓練場の過半の返還に関する実施計画の案に対する意見書」には、返還される北部訓練場の区域が、隣接するやんばる国立公園へ編入される見通しで、かつてアメリカ軍らが北部訓練場内で実施した野生動植物に関する調査結果があれば、その資料の提供を求めた。また、やんばるの自然環境に及ぼす影響を明らかにする必要があるとし、北部訓練場で建設中のヘリパッドの運用が開始されるまでに、オスプレイが及ぼす環境影響評価を直ちに実施することを提案した。ヘリパッド建設反対派の団体の一人は、やんばる国立公園が指定されれば、北部訓練場の基地固定化を招きかねないと考えている。2016年12月22日、北部訓練場の一部区域4,010haが返還された。
- 沖縄の米軍基地>北部訓練場・安波訓練場

## 関連告示
2016年（平成28年）9月15日 『官報』（号外第204号）
- 環境省告示第87号「やんばる国立公園を指定する件」
- 環境省告示第88号「やんばる国立公園の公園計画を決定する件」
- 環境省告示第89号「やんばる国立公園の特別地域を指定する件」
- 環境省告示第90号「やんばる国立公園の特別保護地区を指定する件」

2018年（平成30年）6月29日 『官報』（第7295号）
- 環境省告示第48号「やんばる国立公園の公園区域を変更する件」
- 環境省告示第49号「やんばる国立公園の公園計画を変更する件」
- 環境省告示第50号「やんばる国立公園の特別地域の区域を変更する件」
- 環境省告示第51号「やんばる国立公園の特別保護地区の区域を変更する件」